# Diallo Déidia Mahamane Kattra
Diallo Dedia Mahamane Katra, née en 1957 à Tombouctou, est une femme politique malienne.
Elle a été ministre du Travail, de l’Emploi et de la Formation professionnelle dans le gouvernement formé par Cheick Modibo Diarra le 20 août 2012, puis de ministre du l’Emploi et de la Formation professionnelle au sein du gouvernement Diango Cissoko jusqu'au 8 septembre 2013.
Docteur en pharmacie, diplômée de l'École nationale de médecine et de pharmacie de Bamako, elle a servi à la Pharmacie populaire du Mali comme chef de division. Elle a étudié au Centre d’énergie atomique de Saclay et à l’université Blaise-Pascal de Clermont-Ferrand.
Ancienne présidente de l’ordre des pharmaciens du Mali, elle milite dans beaucoup d’associations de bienfaisance. Elle parle le français, l’arabe, le songhaï, le bambara et l’anglais.